# Zerstäuben

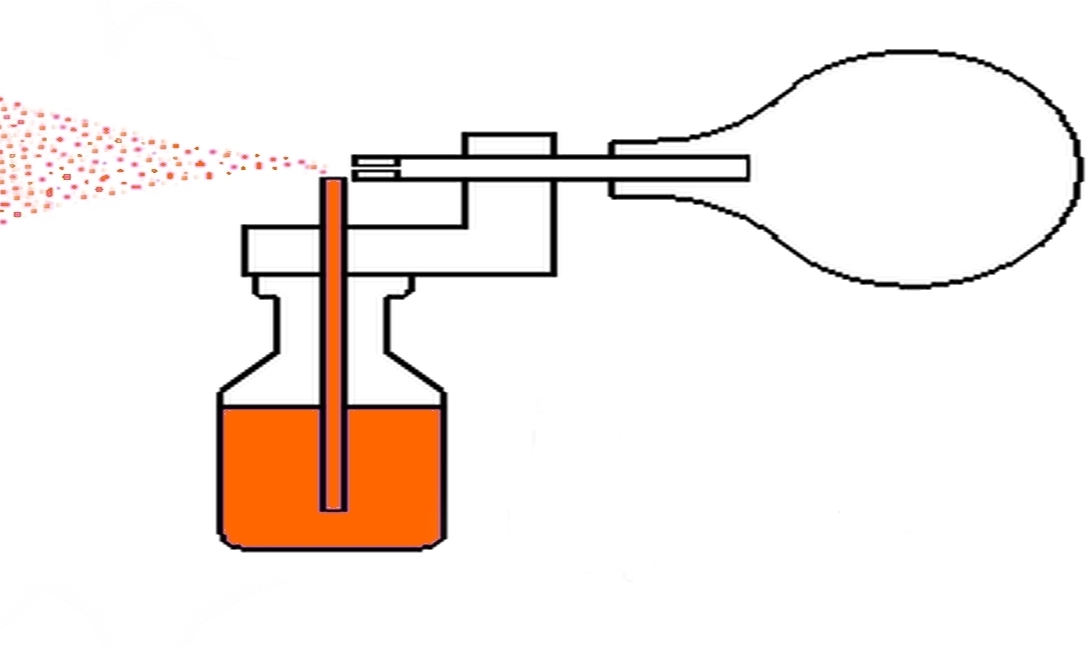
Zerstäubung mit einer Zweistoff-Düse

Zerstäuben, auch Sprühen genannt,  ist das Zerteilen einer Flüssigkeit in feine Tröpfchen  als Aerosol (Nebel) in einem Gas (üblicherweise Luft). Das entstehende Aerosol wird auch Spray oder Sprüh genannt. Dieser kann entweder aus Tropfen bestehen, welche alle denselben Durchmesser aufweisen – monodisperses Spray – oder verschieden große Tropfen enthalten. In diesem Fall spricht man von einem polydispersen Spray. Mit industriellen Anwendungen befasst sich die Zerstäubungstechnik.
Der Begriff Zerstäuben ist insofern irreführend, als unter Staub üblicherweise feinste Feststoffpartikel verstanden werden, während Zerstäuben zumeist auf Flüssigkeiten, seltener auf Feststoffe angewandt wird.

## Anwendung
Das Zerstäuben von Flüssigkeiten erfolgt in der Regel mit der Zielsetzung, eine große reaktive Flüssigkeitsoberfläche zu erzeugen, beispielsweise bei Vergasern und Luftbefeuchtern. Dieses begünstigt Prozesse des Stoff- und Wärmeaustausches, wie sie beispielsweise bei Verdunstungsprozessen (Trocknungstechnik, Sprühtrocknung) und Verbrennungsprozessen stattfinden. Ein Zerstäubungsbauteil für solche Verbrennungsprozesse sind Diesel- und Benzininjektoren von Verbrennungsmotoren.
Zudem werden Flüssigkeiten zerstäubt, um beispielsweise bei der Lackiertechnik gleichmäßige Oberflächenbeschichtungen zu gewährleisten oder bei Reinigungsaufgaben einen ausreichenden Impulsübertrag zu erzeugen (Hochdruckreiniger). Ein Zerstäuber in der Spektroskopie dient der chemischen Analyse von Stoffen. Auch in Tintenstrahldruckern und beim Einsatz von Löschwasser findet ein Zerstäuben statt. Pflanzenschutzmittel werden oft mittels Zerstäuben auf Pflanzen und Boden aufgebracht. Anwendung findet das Zerstäuben auch bei Rauchgasbehandlung, bei der Kühlung von Gasen oder Oberflächen unter anderem in Form von Kältespray.
Neben vielen weiteren Anwendungen gibt es zahlreiche medizinische oder kosmetische Sprays, die der unmittelbaren Benetzung der Haut mit einem Wirkstoff dienen oder als Aerosol inhaliert werden, wofür es Zerstäuber (Inhalatoren) unterschiedlicher Bauformen gibt sowie kleine Sprühdosen mit konstruktiv festgelegter Menge des pro Stoß abgegebenen Aerosols (Dosierspray).
Während bei einigen Anwendungen sehr feine Aerosole erzeugt werden, wirkt bei manchen ein Sprühstrahl mit hohem Flüssigkeitsanteil, was dann nicht unbedingt noch als Zerstäubung betrachtet werden kann.

## Voraussetzungen
Zum Zerstäuben und somit zum Ausbilden neuer freier Oberflächen muss der Flüssigkeit Energie bzw. Arbeit zugeführt werden. Diese dient dazu, die wirksame Oberflächenspannung {\displaystyle \sigma } zu überwinden. Für die aufzubringende Arbeit gilt in erster Näherung
{\displaystyle W_{\sigma }\approx \sigma \cdot A_{S}}
{\displaystyle W_{\sigma }}  =  Arbeit ; {\displaystyle \sigma } = Oberflächenspannung ;  {\displaystyle A_{S}} = Sprayoberfläche

## Erzeugung monodisperser Sprays
Eine einfache Möglichkeit, monodisperse Tropfen zu erzeugen, besteht darin, Flüssigkeit im Erdschwerefeld mit der Beschleunigung g und sehr geringer Fließgeschwindigkeit aus einer Kapillare mit dem Innendurchmesser D abtropfen zu lassen. Im Fall der Nichtbenetzung zwischen Flüssigkeit und dem Kapillarwerkstoff resultiert hieraus ein theoretischer Tropfendurchmesser {\displaystyle x} von
{\displaystyle x={\sqrt[{3}]{\frac {6\cdot D\cdot \sigma }{\rho \cdot g}}}}
In der Praxis sind die Tropfen etwas kleiner als die berechneten; dieses liegt daran, dass das Ablösen des Tropfens von der Kapillare nicht bei der idealen Kugelform stattfindet, sondern der Tropfen etwas einschnürt. Ein gewisser Teil der Flüssigkeit strömt in die Kapillare zurück. Dieses Abtropfen von Flüssigkeiten aus Kapillaren nutzt man beispielsweise bei der Dosierung von flüssigen Medikamenten aus Tropfflaschen. Das Erzeugen von kleinen Tropfen mit hohem Volumenstrom ist mit dieser Methode kaum praktikabel. Eine historische Anwendung sind jedoch Gradierwerke.

## Zerstäubertypen
Je nach Art der Energiezufuhr kann man Zerstäuberdüsen in die folgenden Klassen einteilen:
- Einstoff-Druckdüsen

Energielieferant ist die zu zerstäubende Flüssigkeit selbst. Diese wird unter Druck der Einstoff-Druckdüse zugeführt. An der Düsenmündung wird je nach Düsenbauart ein Flüssigkeitsstrahl oder eine Flüssigkeitslamelle erzeugt. Die Tropfenbildung setzt in einer gewissen Entfernung von der Düsenmündung ein. Typische Vertreter dieser Düsenbauart sind Turbulenz-, Flachstrahl-, Prall- und Hohlkegeldruckdüsen.
- Zweistoff- oder pneumatische Düsen

Diese Düsen arbeiten nach dem Prinzip einer Strahlpumpe. Energielieferant ist ein mit hoher Geschwindigkeit strömendes Gas oder Dampf. Die zu zerstäubende Flüssigkeit kann nahezu drucklos zugeführt werden. Teilweise arbeiten diese Düsen selbstansaugend. Zweistoff-Düsen unterscheidet man in Düsen innerer Mischung und in Düsen äußerer Mischung. Ein typischer Vertreter dieser Bauart ist die Airbrush.
- Mechanische Zerstäuber

Hier dienen oftmals rotierende Scheiben dazu, der Flüssigkeit die benötigte Energie aufzuprägen. Ebenso zählen Ultraschallvernebler zu dieser Gruppe.
- Sonderzerstäuber

Zerstäuber nach dem Prinzip der elektrostatischen Zerstäubung; in der Praxis selten anzutreffen.
Die Technik, die sich mit der Zerstäubung von Flüssigkeiten beschäftigt, ist die Zerstäubungstechnik.